# Finch Restorations

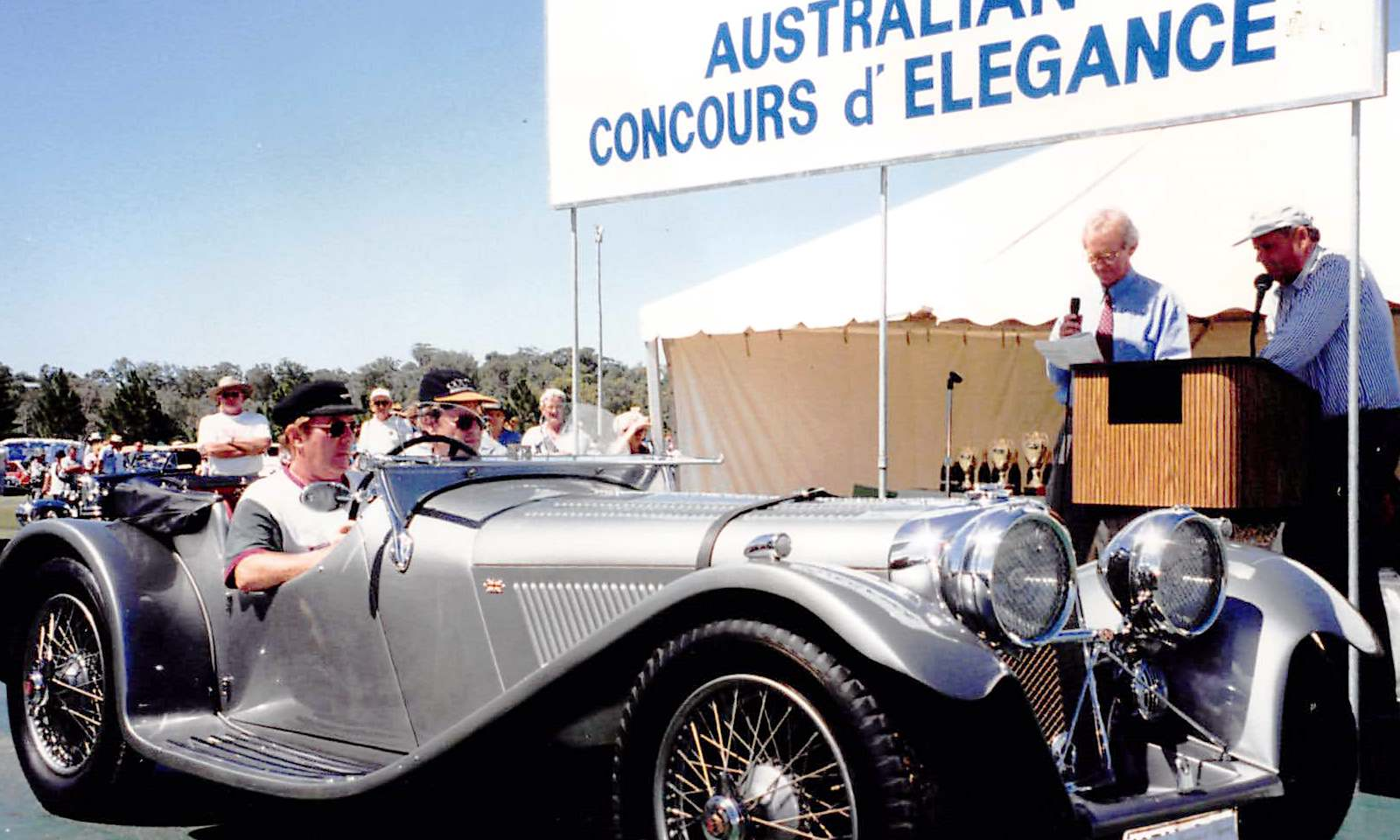
De SS100 gebouwd door Finch Restorations, op het Concours d'Elegance

Finch Restorations, kortweg Finch, is een Australisch bedrijf dat zich richt op het restaureren en aanpassen van auto's, vrachtwagens en motorfietsen. Tevens bouwen ze replica's van bestaande automodellen.
Het bedrijf is in 1965 in Mount Gambier opgericht door Ray Finch. Later verhuisde Finch naar de Oborn Road in de Zuid-Australische plaats Mount Barker.
In de jaren 90 bouwde Finch een replica van de Jaguar SS100 uit 1939, waarvoor hij een prijs won op het Australian Concours d’Elegance. Ook is een replica gebouwd van de Ferrari Testa Rossa uit 1959.
In 1999 ging Ray Finch met pensioen en kwam het bedrijf in handen van Peter Roberts. Het bedrijf heette daarvoor Ray Finch Restorations.
In 2016 werd gestart met de bouw van een Jaguar SS120. Dit model is nooit door Jaguar zelf uitgebracht, maar betreft een volledig door Finch ontworpen auto, gebaseerd op de SS100.